# モハラム作戦
モハラム作戦（モハラムさくせん）は、イラン・イラク戦争中、イラン軍によるイラクを南北に分断することを狙ったイラク・マイサーン県をめぐる戦いである。

## 概要
マイサーン県はイラク有数の水郷地帯であり天然の障害となっていた。国境から60〜70kmにはチグリス川が流れており、それに沿ってバスラ街道と高圧送電線が通っていた。これが切断されるとバグダードへの電力供給が遮断され、物流も停止されイラクの継戦能力に致命的打撃を与えることができる。また、アマーラ近郊に水力発電所が、北部には街道・送電線がともにチグリス川の東岸にあり、渡河せずに制圧できる状態にあった。ここを防御するイラク軍も、本格的攻撃はありえないという判断から1個軽歩兵師団のみが駐屯していた。これに乗じてイラン軍は攻勢に出ることを企図した。

## 攻撃
アーシューラー終了後の1982年11月1日2208時、フーゼスターン州エイネホシュの奪回から作戦は開始された。雨が降る中、戦車・機甲歩兵からなる7個大隊を先鋒に国軍、革命防衛隊、バスィージはイラク軍第423、第505、第606歩兵旅団が防御する高地群を攻撃、油断していたイラク軍は奇襲を受け撃破された。翌11月2日朝までに高地群とファッケからデフロナーンに至る広大な領土を占領した。11月4日まで掃討戦は続き11月6日に国境を突破、マイサーン県に1〜5kmまで進撃した。連日に渡り雨が降り、航空支援を得られないイラク軍は苦戦を強いられた。

## 反撃
危急の報を受けたイラク軍は直ちに予備の第17、第24、第42、第60機械化歩兵旅団と国境警備旅団を投入、11月10日にイラン軍の攻勢は停滞した。軽歩兵主体で機甲戦力が不足していたイラン軍は、先鋒部隊と後続の歩兵部隊との間に間隙が生じ、兵站用の車両も不足していた為、補給もままならなかった。更に、雨が止むとイラク軍の航空攻撃が始まり、逐次損害は増大した。

## その後
結局、イラン軍はバスラ街道と送電線を遮断することはできず、膨大な損害を出したまま両軍膠着状態となった。しかし、本作戦の真の目的はファッケ周辺に居たイラク軍を牽制し、陽動（イラク軍予備戦力の吸引も含めて）には成功した。